# 伊琳娜·马洛维奇科
伊琳娜·康斯坦丁尼芙娜·马洛维奇科（羅馬化：Iryna Kostiantynivna Malovichko；1993年12月6日—），乌克兰女子射击运动员，2013年欧洲飞碟射击锦标赛青年组女子双向飞碟团体银牌得主和女子双向飞碟铜牌得主，2023年世界射击锦标赛混合团体双向飞碟银牌得主。